# 장바티스트 우드리
장바티스트 우드리(Jean-Baptiste Oudry, 1686년 3월 17일 – 1755년 4월 30일)은 프랑스의 로코코 화가이자, 태피스트리 디자이너이다. 자연에서의 동물과 그가 사냥한 동물의 모습을 잘 그린 것으로 유명하다.

## 주요 작품

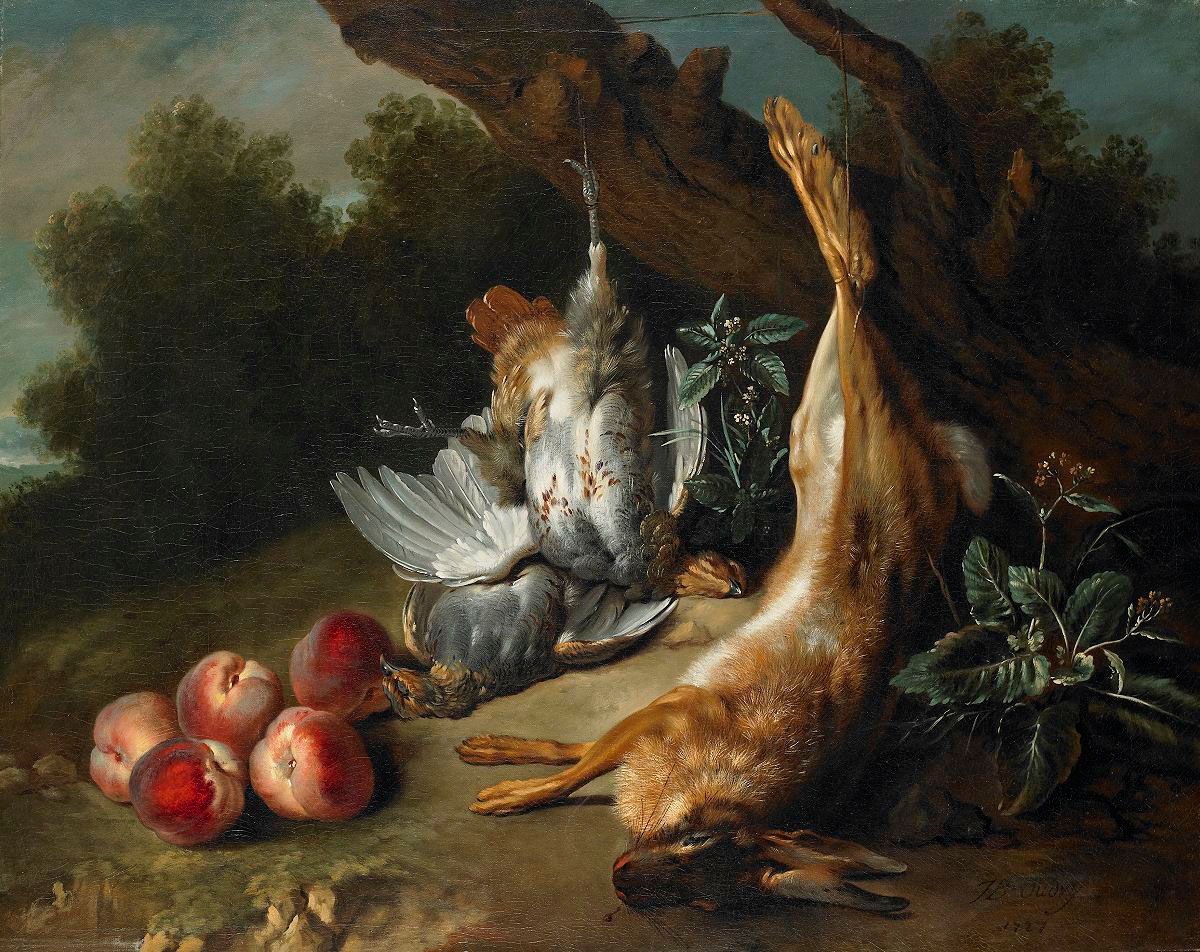
Still Life with Dead Game and Peaches in a Landscape